# كيفن كلارك (مدرب كرة سلة)
كيفن كلارك (بالإنجليزية: Kevin Clark)‏ هو مدرب كرة سلة أمريكي، ولد في 31 مايو 1958 في ستامفورد في الولايات المتحدة.